# Olga Dostalová

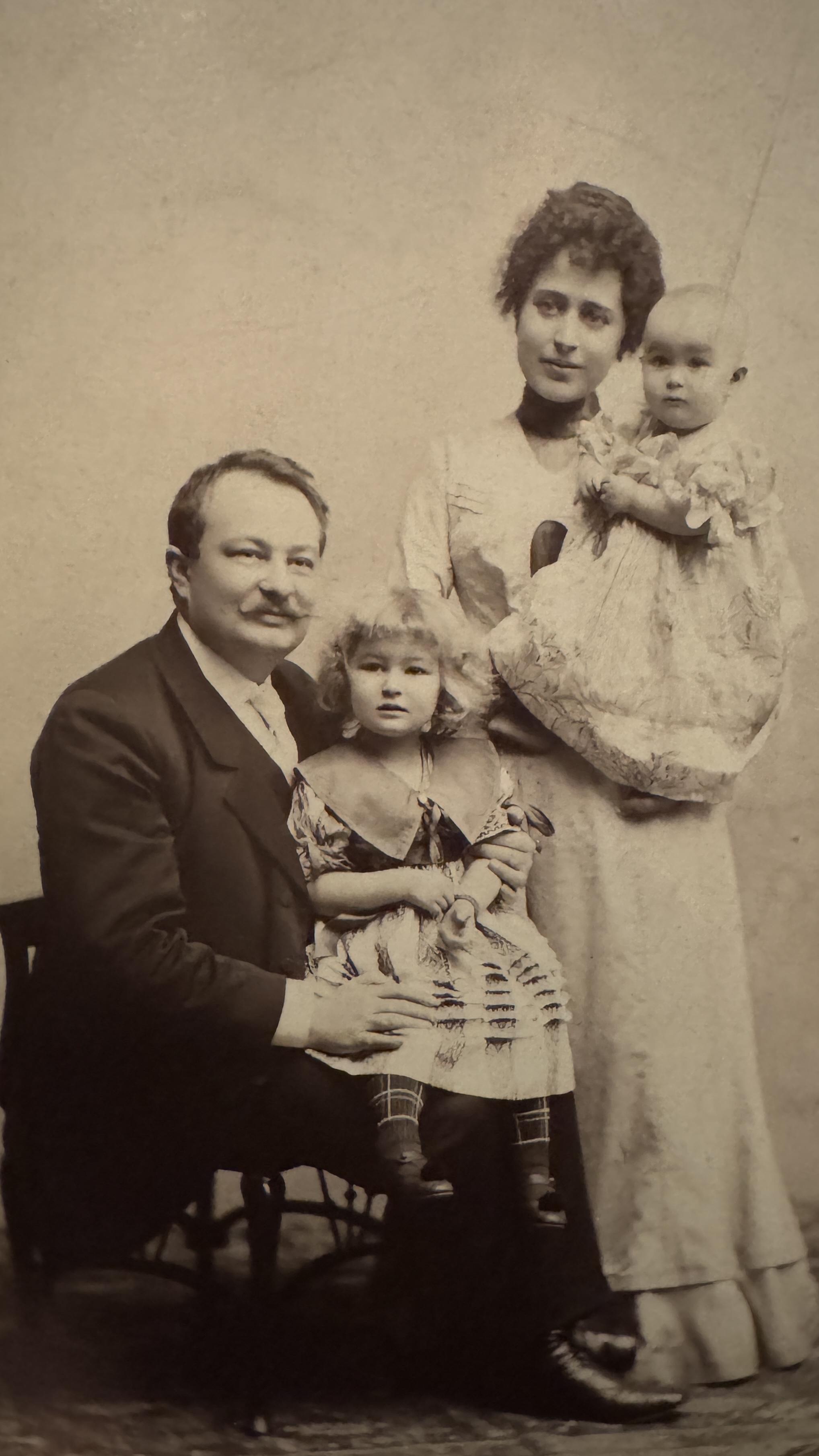
Jaroslav Preiss s chotí Olgou Preissovou (Dostalovou za svobodna) a jejich 2 dcerami

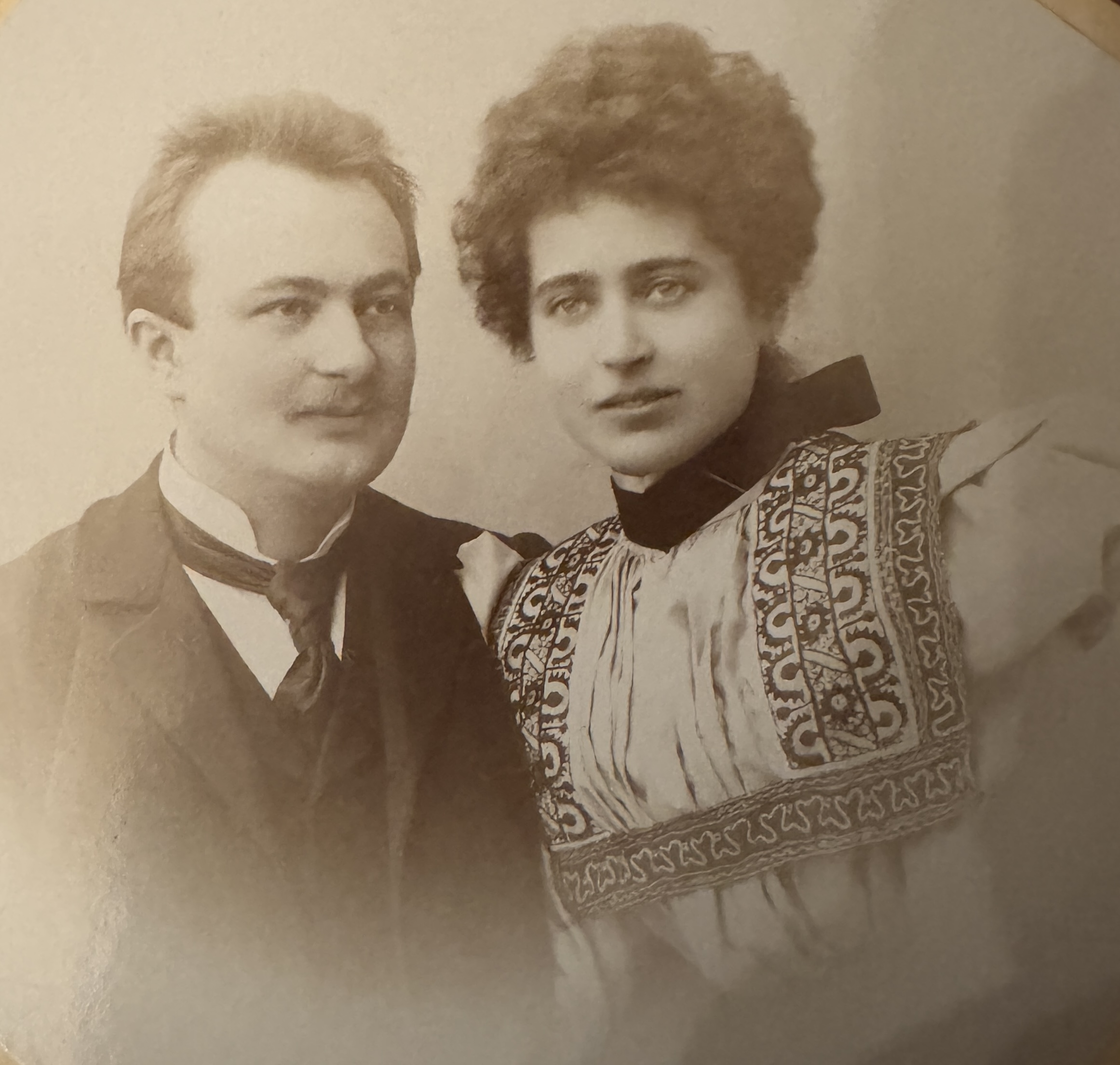
Olga Dostalová Preissová s manželem Jaroslavem Preissem

Olga Dostalová, provdaná Preissová, (21. března 1876 Veleslavín – 29. dubna 1921 Praha) byla první manželkou bankéře, národohospodáře a politika Jaroslava Preisse.

## Život
Byla dcerou Leopolda Dostala (1835–1907), majitele dvorce ve Veleslavíně (později spolumajitele cukrovaru v Poděbradech) a Marie, rozené Kallmünzerové, dcery dvorního rady z Mělníka. Matka byla herečkou Prozatímního divadla; poté, co se v roce 1873 vdala, divadelní kariéry zanechala.
Rodina byla umělecky zaměřena, ze sourozenců Olgy Dostalové vynikla zejména sestra Leopolda Dostalová (1879–1972), herečka Národního divadla a bratr Karel Dostal (1884–1966), režisér, herec a šéf činohry Národního divadla. Další bratr Václav Dostal (1888–1915) padl na francouzské frontě jako důstojník československé roty Nazdar.
Dne 29. června 1898 se provdala za advokátního koncipienta, pozdějšího bankéře a ředitele Živnostenské banky JUDr. Jaroslava Preisse. Svatba se konala v Poděbradech, kde rodina Dostalových žila. Manželé měli tři dcery, Olgu (1899–1973), Jaroslavu (1902–1943)  a Věru (1904–??).
Podle nekrologu nebyla, na rozdíl od svých sourozenců a matky, veřejně činná a soustředila se na rodinu a úzký okruh přátel.
Zemřela předčasně, ve 45 letech. Pochována je s manželem na Vyšehradském hřbitově. Manžel Jaroslav Preiss se v roce 1936 znovu oženil.